# P. J. Walters
Phillip DeWayne Walters (né le 12 mars 1985 à Dothan, Alabama, États-Unis) est un lanceur droitier de la Ligue majeure de baseball.

## Carrière
Après des études secondaires à la Faith Academy High School de Mobile (Alabama), P. J. Walters suit des études supérieures à l'université du Sud de l'Alabama où il porte les couleurs des Jaguars de South Alabama de 2004 à 2006.  
Il est drafté le 6 juin 2006 par les Cardinals de Saint-Louis au onzième tour de sélection et signe son premier contrat professionnel le 19 juin 2006. 
Walters passe trois saisons en Ligues mineures avant d'effectuer ses débuts en Ligue majeure avec Saint-Louis le 17 avril 2009 contre les Cubs de Chicago, alors qu'il est le lanceur partant de son équipe à Wrigley Field. Il effectue par la suite sept autres sorties, toutes en relève avec Saint-Louis en cours de saison, terminant l'année avec un total de 16 manches lancées au niveau majeur, une moyenne de points mérités de 9,56 et 14 retraits sur des prises.
Père d'une fille prématurée en février 2010, Walters évolue encore principalement en ligues mineures en 2010. Il n'effectue que sept apparitions en Ligue majeure, dont trois comme lanceur partant et enregistre son premier succès au plus haut niveau le 27 mai contre les Padres de San Diego. En fin de saison, le 29 septembre, il signe sa deuxième victoires en lançant sept manches blanches, n'accordant que trois coups sûrs aux frappeurs des Pirates de Pittsburgh.
Le 27 juillet 2011, les Cardinals de Saint-Louis échangent aux Blue Jays de Toronto les lanceurs Walters, Brian Tallet et Trever Miller ainsi que le voltigeur Colby Rasmus, en retour du voltigeur Corey Patterson et des lanceurs Edwin Jackson, Marc Rzepczynski et Octavio Dotel. Walters ne joue qu'une seule partie pour Toronto. 
Devenu agent libre après la saison 2011, il signe en décembre un contrat des ligues mineures avec les Twins du Minnesota. Il apparaît dans 12 parties des Twins en 2012, chaque fois comme lanceur partant. Gagnant de deux parties contre cinq défaites, sa moyenne de points mérités s'élève à 5,69 en 61 manches et deux tiers au monticule. En 2013, il effectue 8 départs pour Minnesota. Gagnant de deux parties contre 5 défaites, sa moyenne s'élève à 5,95.
En novembre 2013, il rejoint les Royals de Kansas City, pour lesquels il n'a pas l'occasion de jouer : le 26 mai 2014, son contrat et celui du voltigeur Melky Mesa sont transférés des Royals aux Blue Jays de Toronto contre une compensation financière.
Mis sous contrat par les Dodgers de Los Angeles et assigné à un de leurs clubs affiliés en ligues mineures, il est transféré aux Nationals de Washington le 1er juin 2015.

## Statistiques
| Saison | Équipe      | G  | GS | CG | SHO | V | D | SV | IP   | SO | ERA  |
| ------ | ----------- | -- | -- | -- | --- | - | - | -- | ---- | -- | ---- |
| 2009   | Saint-Louis | 8  | 1  | 0  | 0   | 0 | 0 | 0  | 16.0 | 14 | 9,56 |
| 2010   | Saint-Louis | 7  | 3  | 0  | 0   | 2 | 0 | 0  | 30.0 | 22 | 6,00 |
| Totaux | Totaux      | 15 | 4  | 0  | 0   | 2 | 0 | 0  | 46.0 | 36 | 7,24 |

Note : G = Matches joués ; GS = Matches comme lanceur partant ; CG = Matches complets ; SHO = Blanchissages ; 
V = Victoires ; D = Défaites ; SV = Sauvetages ; IP = Manches lancées ; SO = Retraits sur des prises ; ERA = Moyenne de points mérités.